# Chirosia paucisetosa
Chirosia paucisetosa är en tvåvingeart som beskrevs av Deng, Li och Sun 1987. Chirosia paucisetosa ingår i släktet Chirosia och familjen blomsterflugor. Inga underarter finns listade i Catalogue of Life.